# Karol Czarnecki (poeta)

Prus III

Karol Czarnecki herbu Prus III (ur. 1804 w okolicach Bracławia, zm. ok. 1888, prawdopodobnie w Krakowie) – powstaniec listopadowy, poeta.

## Życiorys
Pochodził z rodziny ziemiańskiej Czarneckich wywodzącej z Mazowsza i osiadłej na Wołyniu. Był synem Floriana i Anny ze Skarżyńskich, wnukiem kasztelana bracławskiego Jana Antoniego (1700-1773). Nie wiadomo, gdzie uczęszczał do szkół, ale znał parę języków i posiadał niemałą wiedzę w dziedzinie sztuki i literatury.
W roku 1830 przyłączył się do powstania listopadowego i służył w wojsku jako podporucznik; o jego czynach czy bitwach, w których brał udział, nic nie wiadomo. Po upadku powstania schronił się w poznańskiem, gdzie w Smogulcu poznał posażną hrabiankę Eleonorę Mielżyńską (1815-1875), córkę nieżyjącego już wówczas generała Stanisława Mielżyńskiego, właścicielkę klucza smoguleckiego. Poślubił ją w 1834 r. W roku 1836 urodziła im się córka Maria (zm. 1920), która później wyszła za hr. Kazimierza Koczorowskiego (1824-1893). Władze pruskie dzięki koneksjom żony co roku przedłużały poddanemu rosyjskiemu Czarneckiemu pozwolenie na pobyt, w r. 1839 pozwolono mu nawet zakupić majątek Chwaliszewo k. Szubina, a przy okazji wstąpienia na tron Fryderyka Wilhelma IV (1840) nadano mu poddaństwo pruskie i uznano szlachectwo.
W latach 1840–1847 Czarnecki działał na niwie kultury: opłacił koszty wystawy malarstwa polskiego w Poznaniu i ogłosił w r. 1845 poemat historyczny w dwóch pieśniach Szturm Gołańczy czyli poświęcenie Polki, opisujący walki na Kujawach w czasie potopu szwedzkiego, którego patriotyczny ton (ale nie technika poetycka) wzbudził uznanie m.in. Karola Libelta.
W 1847 r. życie Czarneckiego się załamało: wydano na niego list gończy za przestępstwo nieobyczajności (nie wiadomo jednak, za jakie). Czarnecki musiał z Prus uciekać i pozostał za granicą do r. 1850. W tym czasie jego żona zakochała się w swym administratorze, Józefie Hutten-Czapskim, i uzyskała w 1850 r. unieważnienie małżeństwa, po czym wyszła za Czapskiego. Czarnecki powrócił w tym roku do Prus, ale za swe przestępstwa został skazany na karę półtora roku więzienia, którą odbył w Koronowie. Była żona w międzyczasie owdowiała i bojąc się pierwszego męża, zwróciła się do władz o wydanie zakazu pobytu Czarneckiego w Prusach. Pruskie MSW zezwoliło mu w 1853 r.  powrócić do Chwaliszewa, ale zakazało kontaktów z Eleonorą, która wraz z dziećmi (z Czapskim miała syna Bogdana) schroniła się aż w Szwajcarii.
W roku 1870 nastąpiła ostateczna katastrofa: Chwaliszewo wystawiono za długi na publiczną licytację, a Czarnecki poszedł znów do więzienia za „czyny nieobyczajne”. Przesiedział tam rok i w ostatnich latach życia wydał jeszcze zbiór wierszy Głosy przyszłości do przeszłości (wyd. 1874), utrzymany w duchu epigonalnego romantyzmu, i dwie książki historyczne, Studia nad czterema pokoleniami Jagiellonów i Wyzwolenie Polski spod jarzma Szwedów. Po roku 1874 wszelki ślad po Czarneckim ginie, a rok śmierci jego jest znany z tablicy nagrobkowej w kościele pijarskim w Krakowie.
W niektórych źródłach, nawet we wspomnieniach, które napisał Bogdan Hutten-Czapski, Karol Czarnecki tytułowany jest „hrabią”. Nie był nim, a tytuł hrabiowski uzyskał dla siebie i potomków tylko jego daleki kuzyn Marceli Czarnecki (1793-1868), i to z ograniczeniami: pruski tytuł hrabiowski z r. 1854 przysługiwał tylko w  primogeniturze kolejnym posiadaczom trzech ordynacji Czestram (Golejewko, Gogolewo i Pakosław), pod warunkiem że poślubią osoby stanu szlacheckiego. Niemniej jednak ród Czarneckich h. Prus III może się według Konarskiego poszczycić aż 17 kawalerami Virtuti Militari.